# Erlachpark

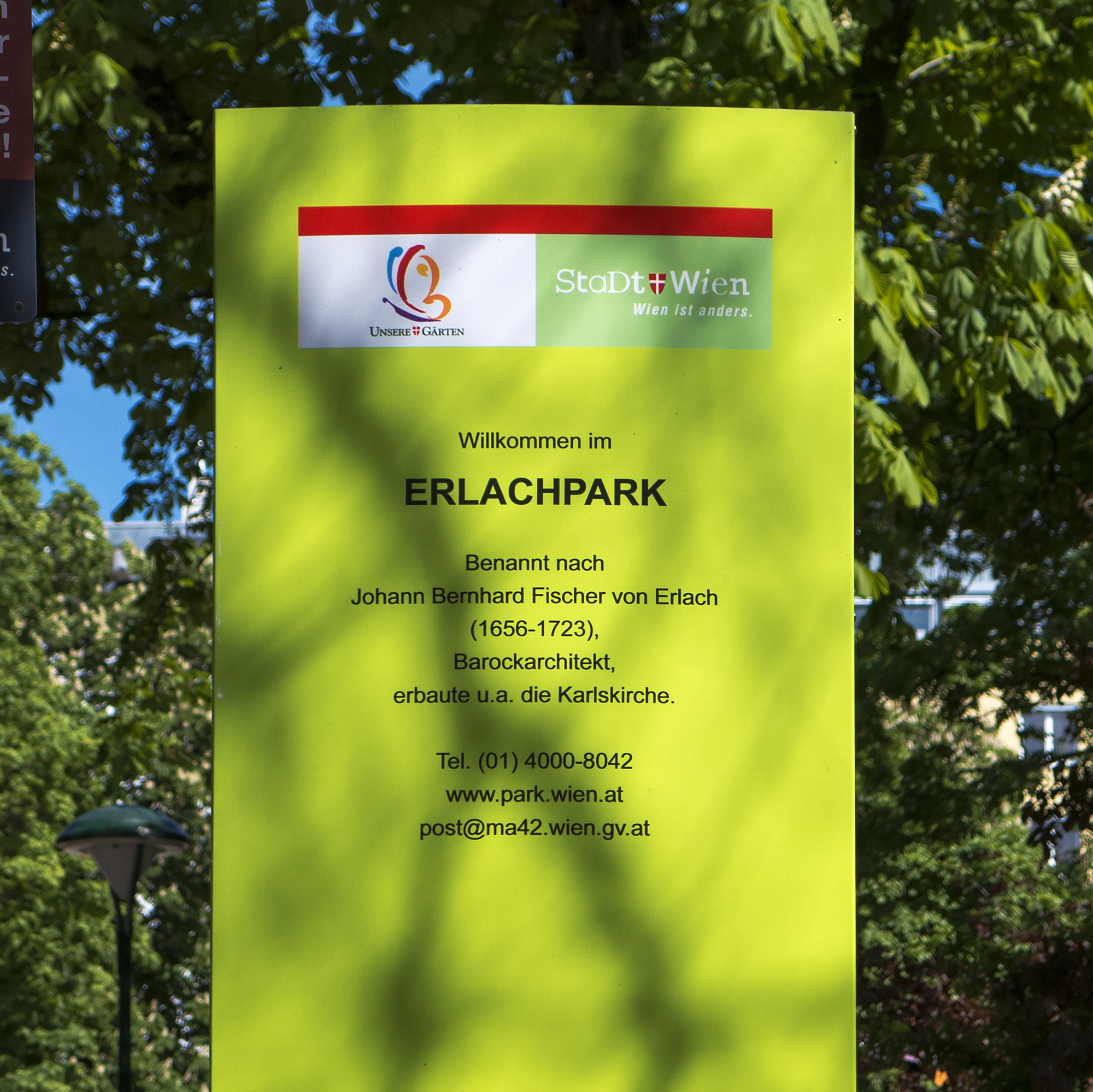
Hinweisschild

Der Erlachpark, auch Parkanlage Erlachplatz,  ist ein Wiener Park im 10. Bezirk, Favoriten.

## Beschreibung

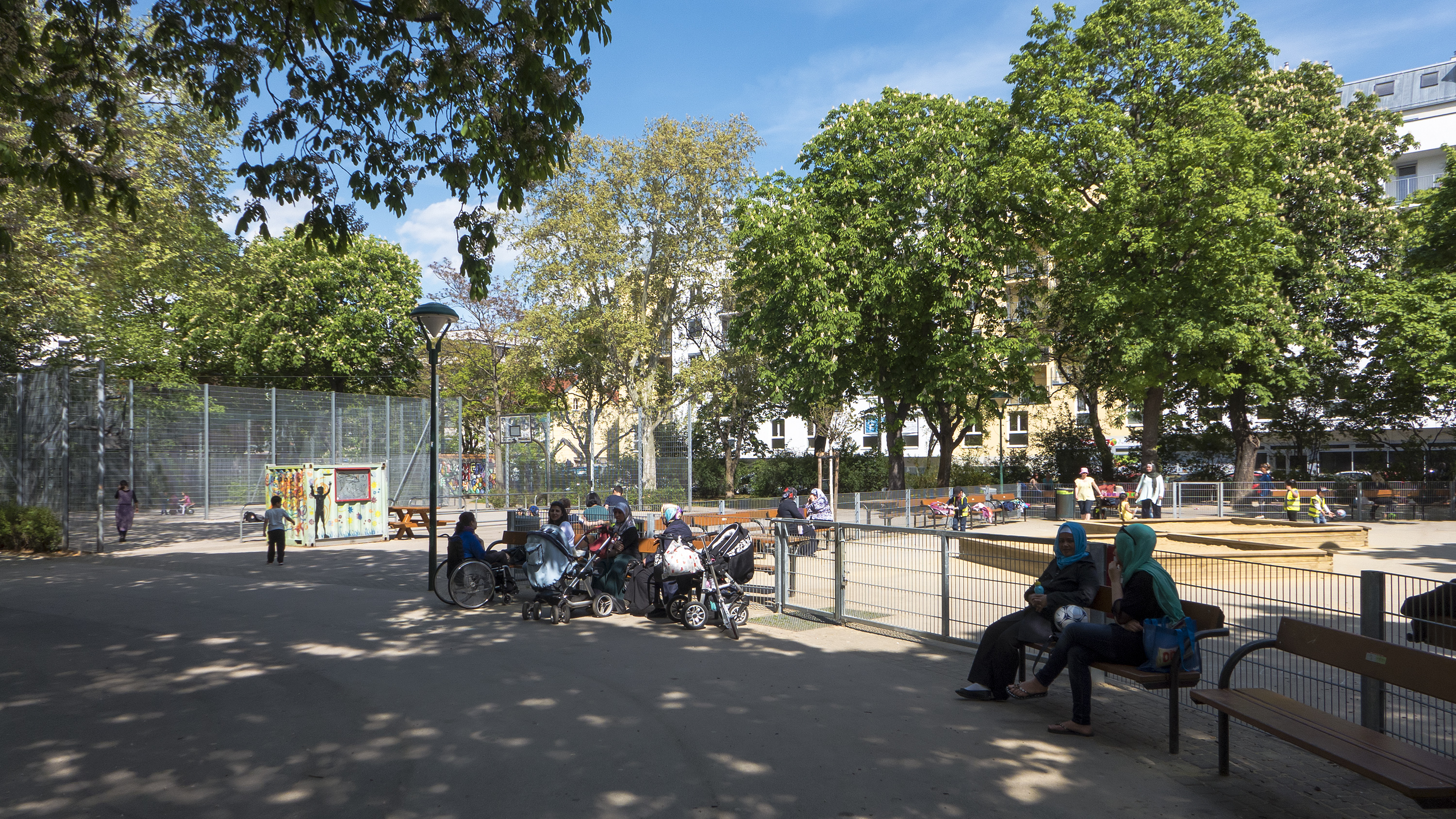
Der Erlachpark (2015)

Der Erlachpark ist ein ca. 4500 m² großer Park im Bezirksteil Favoriten. Der Park liegt innerhalb des Erlachplatz und verfügt über einen alten Baumbestand. Ehemals vorhandene Wiesenflächen wurden asphaltiert. Darüber hinaus verfügt der Park über einen Kleinkinder-, Kinder- und Jugendspielplatz, einen Fußballplatz, einen Basketballplatz, einen Sandspielplatz und einen Trinkbrunnen, sowie eine saisonale Parkbetreuung durch die Kinderfreunde Wien. Der Park dient als Kulisse für Filmaufnahmen und kann über die Vienna Film Commission gebucht werden.

## Geschichte
Der Erlachpark liegt innerhalb des Erlachplatz und leitet von diesem seinen Namen ab. Der zuvor Marktplatz betitelte Platz wurde am 20. April 1875 nach dem Barock-Architekten Johann Bernhard Fischer von Erlach (1656–1723), der unter anderem die Karlskirche erbaute, benannt. Der Bezirk unterlag damals mit seinem Gegenvorschlag dem Platz den Namen Alxingerplatz zu geben.